# 大出健
大出 健（おおいで けん、1942年1月4日 - ）は、日本の翻訳家。電子書店グーテンベルク21主宰。

## 略歴
茨城県古河市出身。本名・大和田伸。1968年東京大学文学部卒、講談社出版研究所に入る。1980年からフリー。『ギネスブック』、ゲームブック、「修道士カドフェル」シリーズなどの翻訳をおこなう。1998年からインターネット上の書店「グーテンベルク21」を開始した。

## 著書
- 『地下迷宮ゴルギアス』（富士見書房、富士見ドラゴンブック） 1991.3　ISBN 978-4829142455

## 翻訳
- 『ギネスブック 世界記録事典 1981 - 86』（ノリス・マクワーター編、青木栄一共訳 、講談社） 1981 - 1986
- 『ギネス・エンサイクロペディア』（ノリス・マクワーター編、講談社） 1981.10
- 『ワルチン版・大予言者』1 - 2（デヴィッド・ワルチンスキー、二見書房、サラ・ブックス） 1982
- 『世界最初事典 シェルブック』（パトリック・ロバートソン、講談社） 1982.12、のち改題『雑学・世界なんでもかんでも「最初のこと」』（講談社+α文庫）
- 『第二次世界大戦空戦録』2.3.6.8（講談社） 1983 - 1984
- 『世界おもしろ雑科』1 - 2（ウォーレス、角川文庫） 1985
- 『The一流品 国際人のためのハイクォリティ講座』（ザ・ベスト・リポート誌編、講談社） 1985.5
- 『バルデガードのお守り』（マドリーン・サイモン、世界文化社、愛のアドベンチャー・ゲームブック） 1986.1
- 『フランス完全ガイドブック アシェット最新版』（中井由美共訳、講談社） 1987.7
- 『メインの森』（ヘンリー・D・ソロー、冬樹社） 1988.7
- 『ブラッド・ソード』1 - 4（デイブ・モリス, オリバー・ジョンソン、富士見書房、富士見ドラゴンブック） 1988 - 1989
- 『ネパール・チベット珍紀行』（ピーター・サマヴィル・ラージ、心交社、世界紀行冒険選書） 1991.2
- 『魔法使いになる方法』1 - 2（ダイアン・デュアン、富士見文庫） 1991 - 1992
- 『マルコ・ポーロクエスト フビライの古都へ』（ウィリアム・ダーリンプル、心交社、世界紀行冒険選書） 1992.6
- 『チョウ』（マリア・M・ムッド、大日本絵画、かがく・しかけえほん） 1992
- 『ハチ』（ドクター・ベス・B・ノーデン、大日本絵画、かがく・しかけえほん） 1992
- 『地球を見にゆく 大陸のすばらしい自然』（ナショナル・ジオグラフィック協会編、岩波書店、地球発見ブックス） 1992.5
- 『エメラルドの王国 熱帯雨林の危機』（ナショナル・ジオグラフィック協会編、岩波書店、地球発見ブックス） 1992.3
- 『ギネス / スパイブック』（マーク・ロイド、大日本絵画） 1995.7
- 『マンモス』（エイドリアン・リスター, ポール・バーン、大日本絵画） 1995.11
- 『ジョイス』（デヴィッド・ノリス, カール・フリント、心交社、知的常識シリーズ） 1996
- 『図説 失われた聖櫃』（ルール・ウースター編、原書房） 1997.1
- 『エデンを探せ ハイテク考古学が古代の謎を解く』（ブライアン・フェイガン、ジャパンタイムズ） 1997.2
- 『図説 ロンドン年代記』（アンドルー・セイント, ジリアン・ダーリー、原書房） 1997.10
- 『犬を愛してね 私と犬のすばらしき生活』（ルイーズ・G・マレー編、心交社） 1997.7
- 『世紀末の時限爆弾 コンピュータ2000年危機をどう生き抜くか』（マイケル・S・ハイアット、文藝春秋） 1998.10
- 『図説 天使と精霊の事典』（ローズマリ・エレン・グィリー、原書房） 1998.12
- 『悪魔の履歴書』（ピーター・スタンフォード、原書房） 1998.6
- 『世界の文明 ヴィジュアル百科 石器時代から産業革命まで』（ミック・アストン, ティム・テイラー、原書房） 1999.10
- 『図説 ドルイド』（ミランダ・J・グリーン、東京書籍） 2000.9
- 『Eメールマーケティング 顧客は価値ある情報を待っている』（ジム・スターン, アンソニー・プライアー、インプレス） 2000.10
- 『サッカーてんやわんや 欧州サッカー新事情』（イアン・ベント他、東京書籍） 2002.5
- 『図説 天使百科事典』（ローズマリ・エレン・グィリー、原書房） 2006.2

### 「書き方」シリーズ
- 『ベストセラー小説の書き方』（ディーン・R・クーンツ、講談社） 1983.7、のち朝日文庫
- 『ミステリーの書き方』（アメリカ探偵作家クラブ、講談社） 1984.2、のち文庫
- 『絵本の書き方』（エレン・E・M・ロバーツ、椋田直子共訳、講談社） 1984.10、のち朝日文庫
- 『ノンフィクションの書き方』（ヘイズ・B・ジェイコブズ、白野恵子共訳、講談社） 1984.6

### 「AD&Dアドベンチャー・ゲームブック」
- 『パックス砦の囚人』（モーリス・サイモン、富士見書房、富士見ドラゴンブック、AD&Dアドベンチャー・ゲームブック） 1985.12
- 『クォーラス城からの脱出』（ダグラス・ナイルズ、富士見書房、富士見ドラゴンブック、AD&Dアドベンチャー・ゲームブック） 1986.4
- 『ウェイレスの大魔術師』（テリー・フィリップ、富士見書房、富士見ドラゴンブック、AD&Dアドベンチャー・ゲームブック） 1986.7
- 『暗黒城の領主』（ジーン・ブラッシュフィールド、富士見書房、富士見ドラゴンブック、AD&Dアドベンチャー・ゲームブック） 1986.12
- 『ゴーストタワーの魂の石』（ブラッシュフィールド、富士見書房、富士見ドラゴンブック、AD&Dアドベンチャー・ゲームブック） 1986.4
- 『ババ・ヤーガの悪夢の王国』（ロジャー・E・ムーア、富士見書房、富士見ドラゴンブック、AD&Dアドベンチャー・ゲームブック） 1987.5

### 講談社「アドベンチャーブックス」
- 『ドラキュラ特急』（トニー・コルツ、講談社、アドベンチャーブックス） 1985.6
- 『山のサバイバル』（エドワード・パッカード、講談社、アドベンチャーブックス） 1985.6
- 『深海の宝さがし』（ジュリアス・グッドマン、講談社、アドベンチャーブックス） 1985.6
- 『スペース・パトロール』（グッドマン、講談社、アドベンチャーブックス） 1985.6
- 『地底のブラックホール』（パッカード、講談社、アドベンチャーブックス） 1985.11
- 『チベットの秘宝』（リチャード・ブライトフィールド、講談社、アドベンチャーブックス） 1985.11
- 『天才コンピュータAI32』（パッカード、講談社、アドベンチャーブックス） 1985.11
- 『謎のピラミッドパワー』（ブライトフィールド、講談社、アドベンチャーブックス） 1985.11
- 『恐竜SOS』（パッカード、講談社、アドベンチャーブックス） 1985.11
- 『死のサバイバルラリー』（レイモンド・A・モンゴメリー、講談社、アドベンチャーブックス） 1986.4
- 『呪いの紋章』（ルイーズ・M・フォーレー、講談社、アドベンチャーブックス） 1986.4
- 『幽霊殺人犯を追え』（グッドマン、講談社、アドベンチャーブックス） 1986.4
- 『消えたマヤ帝国の秘密』（モンゴメリー、講談社、アドベンチャーブックス） 1986.5
- 『ジンカ博士の異次元空間』（パッカード、講談社、アドベンチャーブックス） 1986.5
- 『殺人犯はだれだ』（パッカード、講談社、アドベンチャーブックス） 1985.6
- 『UFO54-40地球攻撃す』（パッカード、講談社、アドベンチャーブックス） 1986.7
- 『バーダーホフ城救出作戦』（ジェイ・リーボールド、講談社、アドベンチャーブックス） 1986.7
- 『人間爆弾デミトリウス』（ブライトフィールド、講談社、アドベンチャーブックス） 1986.7
- 『過去からきた狩人』（フォーレー、講談社、アドベンチャーブックス） 1986.8
- 『ナブーティの宝石殺人事件』（モンゴメリー、講談社、アドベンチャーブックス） 1986.8

### 「ミステリアス」シリーズ
- 『ミステリアス 謎学・世界の遺跡と伝説の地 part 1』（ジェニファー・ウェストウッド編、大日本絵画） 1990
- 『ミステリアス 謎学・世界の遺跡と伝説の地 part 2』（ジェニファー・ウェストウッド編、大日本絵画） 1990
- 『ミステリアス 謎学・世界の遺跡と伝説の地 part 3』（フランシス・ヒッチング編、大日本絵画） 1993
- 『ミステリアス 謎学・世界の遺跡と伝説の地 part 4』（フランシス・ヒッチング編、大日本絵画） 1993
- 『ミステリアス 謎学・世界の遺跡と伝説の地 part 5』（マイケル・グラウシュコ編、大日本絵画） 1994.7

### 「ふたりは名探偵」シリーズ
- 『美少女ゆうかい事件』（M・マスターズ、偕成社、Kノベルス、ふたりは名探偵シリーズ） 1990.3
- 『おしゃれ探偵の捜査ノート』（M・マスターズ、偕成社、Kノベルス、ふたりは名探偵シリーズ） 1990.7
- 『名探偵はスーパーアイドル』（M・マスターズ、偕成社、Kノベルス、ふたりは名探偵シリーズ） 1990.12

### 「修道士カドフェル」シリーズ
- 「修道士カドフェル」シリーズ（エリス・ピーターズ、社会思想社、現代教養文庫）、のち光文社文庫）
  - 『聖女の遺骨求む』 1990.11
  - 『死体が多すぎる』 1991.1
  - 『聖ペテロ祭の殺人』 1991.9、のち改題『聖ペテロ祭殺人事件』
  - 『死への婚礼』 1991.11、のち改題『死を呼ぶ婚礼』　　
  - 『聖域の雀』 1992.9
  - 『悪魔の見習い修道士』 1992.11
  - 『秘跡』 1993.5
  - 『代価はバラ一輪』 1993.9
  - 『アイトン・フォレストの隠者』 1993.11
  - 『陶工の畑』 1994.11
- 『修道士カドフェルの出現』（エリス・ピーターズ、岡本浜江, 岡達子共訳、光文社文庫） 2006.5

## 参考
- 『現代日本人名録2002』（日外アソシエーツ） ISBN 978-4816916953